# Blaž Bogataj
Pour les articles homonymes, voir Bogataj.
Blaž Bogataj (né le 17 mars 1992 en Slovénie) est un coureur cycliste slovène.

## Biographie
Il dispute sa première saison juniors en 2009. Il ne remporte pas de courses, mais termine 44e du Tour de Basse-Saxe J
juniors et 56e du GP Général Patton.
L'année suivante en 2010, il termine 61e de Paris-Roubaix juniors et il s'adjuge le secteur b de la troisième étape du Trofeo Karlsberg. Il remporte le championnat d'Europe sur route juniors, devançant au sprint un groupe composé d'une dizaine de coureurs. Il termine par la suite seulement 84e du championnat du monde juniors à Offida.

## Palmarès sur route
- 2010
  -  Champion d'Europe sur route juniors
  - 3eb étape du Trofeo Karlsberg